# Guazú Cuá
Guazú Cuá é um cidade do Paraguai, Departamento Ñeembucú. Possui uma população de 2.248 habitantes. Sua economia é baseada na agropecuária.

## Transporte
O município de Guazú Cuá é servido pelas seguintes rodovias:
- Caminho em terra ligando a cidade de Tacuaras ao município de Pilar
- Ruta 04, que liga a cidade de Paso de Patria ao município de San Ignacio Guazú (Departamento de Misiones). [1][2][3]